# 亚美尼亚总督领土
亚美尼亚总督领土 (亞美尼亞語：  ;古波斯语: 𐎠𐎼𐎷𐎡𐎴 或 𐎠𐎼𐎷𐎡𐎴𐎹  ），属奥龙特王朝控制的地区（公元前570-201），是公元前6世纪阿契美尼德帝国的总督区之一，在阿契美尼德帝国崩溃后成为一个独立王国。它的首都是图什帕，后来为埃瑞布尼。

## 历史

### 起源
乌拉尔图王国崩溃后，米底帝国和斯基泰人统治着该地区。后来这片领土被阿契美尼德帝国征服，任命了一个总督管理该地区，因此将其命名为“Armina”（古波斯语；“ Harminuya ”，埃兰语；“ Urashtu ”巴比伦语）的土地。

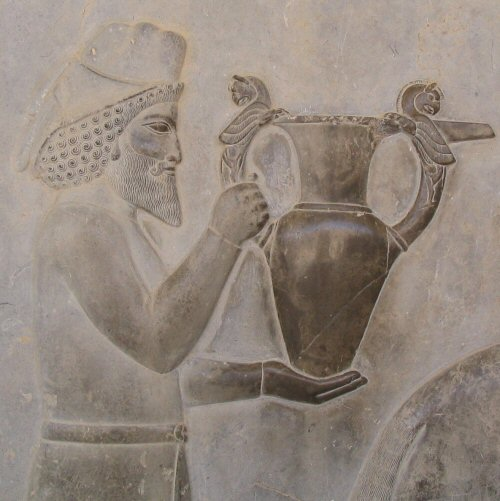
一名亚美尼亚进贡者拿着一个带有狮鹫手柄的金属容器。公元前6世纪

### 奥龙特王朝
奥龙特王朝是一个伊朗  世袭王朝，是亚美尼亚总督领土的拥有者，也是铁器时代乌拉尔图王国的继承国。有人认为它与执政的阿契美尼德王朝有家族联系。    在他们的存续期间，奥龙特王朝一直强调他们来自阿契美尼德王朝的血统，以加强他们的统治合法性。
该王朝的成员在公元前6世纪至至少2世纪期间断断续续地统治着亚美尼亚，最初是作为米底王国和阿契美尼德帝国的附庸国王或总督，在阿契美尼德帝国崩溃后，成为了一个独立王国的统治者，后来成为索菲尼王国和科马基尼王国的国王，最终臣服于罗马帝国。
大约在公元前6世纪斯基泰人和米底王国入侵的时候，奥龙特王朝在亚美尼亚建立了自己的统治地位。其建立者是奥龙特一世（亚美尼亚语：Երվանդ Ա Սակավակյաց，Yervand I Sakavakyats）。他的儿子提格兰与居鲁士大帝联合起来，杀死了米底的国王。莫夫谢斯·霍列纳齐称他为“亚美尼亚国王中最聪明、最强大和最勇敢的”。
公元前553年至公元前521年，亚美尼亚是阿契美尼德帝国的附属王国，但大流士一世为王时，他决定征服亚美尼亚。他派了一个名叫达达希 (Dâdarši) 的亚美尼亚人去阻止反抗波斯统治的起义，后来用波斯将军沃米萨 (Vaumisa) 取代了他，后者在公元前521年击败了亚美尼亚人。大约在同一时间，另一个名叫阿拉卡的亚美尼亚人，自称是巴比伦末代国王拿波尼德的儿子，并改名为尼布甲尼撒四世。他的叛乱但历时不长，很快便被大流士派遣的因塔福林（为大流士身边位居重职的执弓者）领兵所镇压。
阿契美尼德帝国灭亡后，亚美尼亚总督领土并入亚历山大帝国。 亚历山大死后，奥龙德王朝于公元前321 年独立，直到公元前301年亚美尼亚王国沦陷于塞琉古帝国之手。 公元前212年，亚美尼亚国王薛西斯反抗塞琉古王朝，但在首都阿尔萨马索塔被安条克三世围攻时投降。 公元前201年，亚美尼亚被塞琉古帝国的将军阿尔塔什斯征服，据说他也是奥龙德王朝的成员。 最后一位奥龙德国王奥龙特四世被杀，但奥龙特王朝继续统治索菲尼和科马基尼，直到公元前1世纪。

## 语言
雖然亞歷山大大帝率領的希臘人曾入侵波斯，但在當地，波斯和亞美尼亞本地文化仍在社會和精英中佔相當重要的地位。
王朝的官方語言是阿拉姆語，在官方文件中持續使用幾個世紀。大多數的銘文都使用波斯楔形文字書寫。公元前四/五世紀希臘文史學家色諾芬提到他透過波斯語翻譯者與亞美尼亞人交談，在一些當地村莊，村民以波斯語回答詢問。
在曾是亞美尼亞總督王朝首都-阿爾瑪維爾發現的希臘銘文顯示，王朝的上層階級也使用希臘語作為官方語言。在奧龍特四世 (統治期間約公元前210年到200年) 統治下，政府結構開始朝希臘化發展，希臘語曾為宮廷語言。奧龍特四世受到希臘化貴族圍繞，並在阿爾瑪維爾建立一所希臘學校。